# جان لوفيل
جان لوفيل (بالإنجليزية: Jean Lovell)‏ هي لاعبة كرة قاعدة أمريكية، ولدت في 21 نوفمبر 1926 في كونو في الولايات المتحدة، وتوفيت في 1992 في بلدة أمبوي، مقاطعة فولتن، أوهايو في الولايات المتحدة.